# Grande Architetto dell'Universo

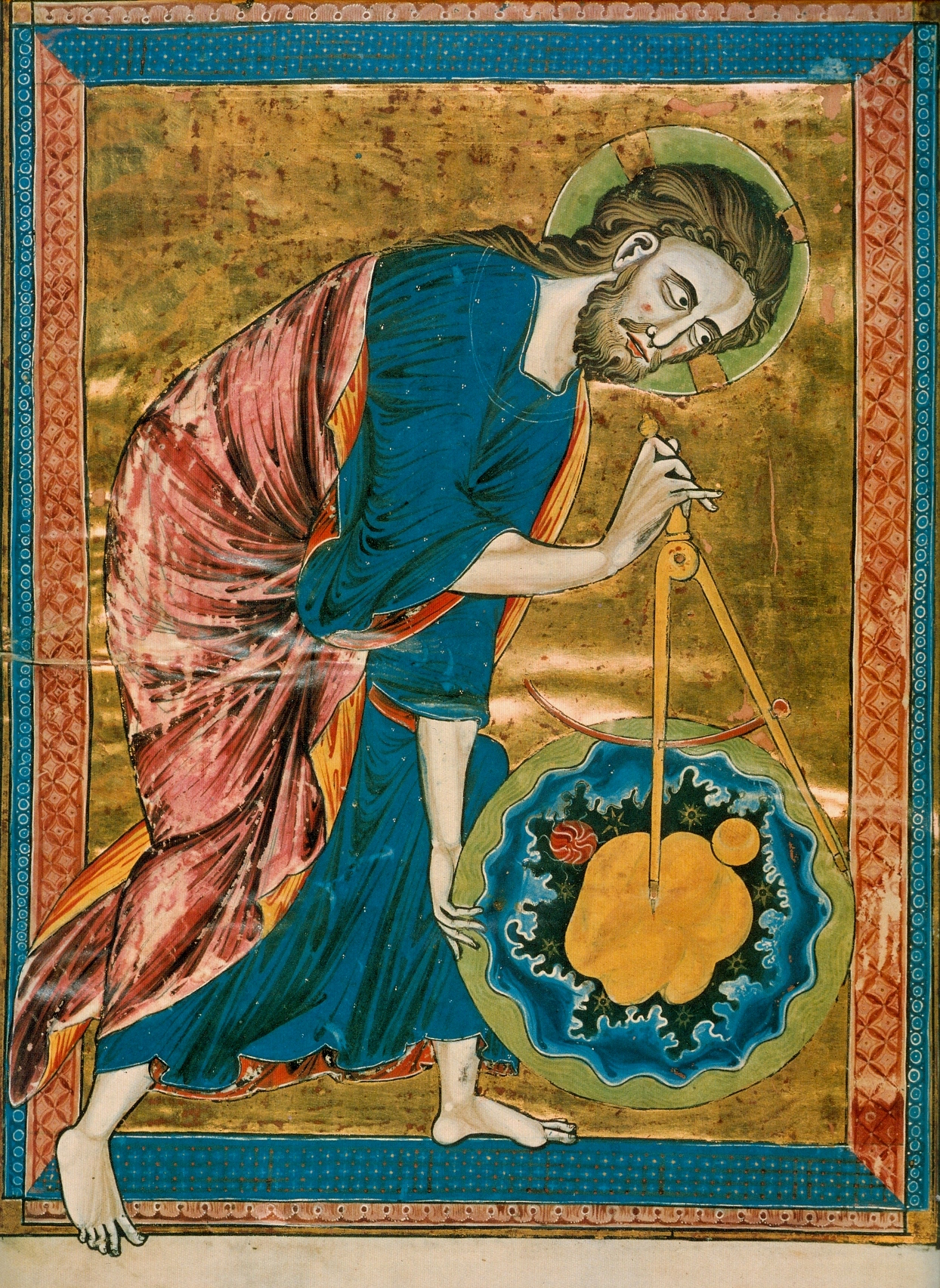
La scienza, e in particolare la geometria e l'astronomia, erano collegate direttamente al divino secondo la maggior parte degli studiosi medievali e molti scienziati cristiani odierni. Poiché credono che Dio abbia creato l'universo secondo principi geometrici e armonici, la ricerca di questi principi viene fatta coincidere con la ricerca di Dio e con la sua adorazione mentale

Il Grande Architetto dell'Universo (o Supremo Architetto dell'Universo), è una concezione di Dio discussa da molti teologi e apologeti cristiani e non. Il termine è utilizzato all'interno della Massoneria per rappresentare la divinità in modo neutrale, a prescindere dalla forma e dal nome col quale in singoli membri la adorino. È anche una concezione rosacrociana di Dio, come espressa da Max Heindel.

## Massoneria
Storici della Massoneria come William Bissey, Gary Leazer (citando Coil's Masonic Encyclopaedia) e S. Brent Morris, affermano che "l'abbreviazione massonica G.A.D.U., che è acronimo di Grande Architetto dell'Universo, prosegue una lunga tradizione di adottare un nome allegorico per la Divinità". Il nome è l'abbreviazione entrata a far parte del nuovo corso della Massoneria spiritualista fin dai tempi delle Costituzioni dei liberi muratori di James Anderson del 1723. Essendo Anderson un ministro calvinista, egli probabilmente importò il termine dallo stesso Calvino.
Col termine G.A.D.U. la Massoneria intende un principio al di là del bene e del male, un'intelligenza immateriale e incorporea (o multiforme e mutaforme), ingenerata e imperitura, eterna e immutabile, senziente e autocosciente, autonoma e autosufficiente, personale e necessaria, capace di creare e modificare la materia e la forma degli enti, i quali istantaneamente adeguano la cosa alle disposizioni del suo pensiero.
Christopher Haffner in Workman Unashamed spiega così come il concetto massonico di un Grande Architetto dell'Universo diventi la forma dell'Essere Supremo di propria scelta
- Loro pregano il Diavolo mentre io prego Dio;
- Non stanno pregando per nulla, poiché i loro dei non esistono;
- Stanno pregando lo stesso Dio come me, eppure la loro comprensione della Sua natura è in parte incompleta (come in effetti lo è la mia – 1 Cor 13:12[4])

È senza esitazione che accetto la terza possibilità.»
(Christopher Haffner, Workman Unashamed: The Testimony of a Christian Freemason, Lewis Masonic, 1989, p.39)
Il Rito svedese, che ha come prerequisito la professione di Fede Cristiana, usa la forma "Il Triplice Grande Architetto dell'Universo". La cosiddetta Sacra Triade (ad esempio, Brahmā-Vishnu-Siva; Iside-Osiride-Horus) viene così adorata come Dio in sostituzione della Santissima Trinità.

## Gnosticismo
Nello Gnosticismo, il Grande Architetto dell'Universo è il Demiurgo dei neoplatonici, che si oppone a Cristo e a Sofia, messaggeri della Gnosi del Vero Dio. Ad esempio, gli gnostici nasorei credono che Pira Rabba sia la fonte, l'origine e il contenitore di tutte le cose, che è riempito dal Mânâ Rabbâ, il Grande Spirito, da cui emana la Hayyi Rabbi. Hayyi Rabbi prega perché vi siano una compagna e una progenie, dopodiché viene all'esistenza la Seconda Vita, l'Ultra Mkayyema o Eone che costituisce il Mondo, l'Architetto dell'Universo. Da questo architetto provengono un certo numero di eoni, che erigono l'universo sotto la guida del Mandâ d'Hayye o gnôsis zoês, la Conoscenza Personificata della Vita.

## Ermetismo
Il Grande Architetto può anche essere una metafora che allude alla potenzialità divina di ogni individuo. «(Dio)... Quel potere invisibile che tutti conoscono esiste, ma inteso con molti nomi diversi, come Dio, Spirito, Essere Supremo, Intelligenza, Mente, Energia, Natura e così via».

## Induismo
Nella mitologia indù, il Signore Viśvakarmā è considerato il "Dio dell'architettura". Egli è il dio supremo dell'artigianato e della perfetta ingegneria. Viśvakarma (che significa "tutto ciò che crea" in sanscrito) è la divinità del potere creativo che sostiene e tiene insieme l'universo secondo il Rigveda ed è considerato il creatore originale, architetto, ingegnere divino dell'universo da prima della creazione del tempo. È alla base dei concetti di Brahman e Purusha appartenenti all’Upanishad.
Le scritture indù descrivono molte delle realizzazioni architettoniche di Vishwakarma. Attraverso i quattro yuga (eoni della mitologia indù), egli costruì diverse città e palazzi per gli dei, tra cui in ordine cronologico: Svarga (Paradiso) nel Satya Yuga, Lanka nel Treta Yuga e Dwarka (la capitale di Krishna) nel Dvapara Yuga.

## Rosacroce
Nell'esposizione di Max Heindel, il Grande Architetto dell'Universo è l'Essere Supremo, che procede dall'Assoluto, all'alba della sua manifestazione.

## Cristianesimo
Nella Summa Theologiae, Tommaso d'Aquino ha detto: "Dio, che è il primo principio di tutte le cose, può essere paragonato alle cose create "come l'architetto è alle cose progettate" (ut artifex ad artificiata) I commentatori hanno sottolineato che questa affermazione, che identifica il Grande Architetto dell'Universo col Dio cristiano, "non è evidente sulla base della sola teologia naturale, ma richiede un ulteriore "atto di fede" basato sulla rivelazione della Bibbia". Tommaso d’Aquino non intendeva un Dio indipendente dai suoi nomi ebraici né neutrale (Dio è inteso come il Sommo Bene) né privo di forma (Dio antropomorfo nella Persona di Cristo).
Giovanni Calvino, nei suoi Istituti di Religione Cristiana (del 1536), chiama ripetutamente il Dio cristiano "l'Architetto dell'Universo", riferendosi anche alla sua creazione con l'espressione di "Architettura dell'Universo", e nel suo commento al Salmo 19 fa riferimento al Dio cristiano come "Grande Architetto" o "Architetto dell'Universo".
Il concetto di Grande Architetto dell'Universo ricorre anche nel martinismo secondo cui il Grande Architetto può essere invocato, ma non deve essere adorato (come sarebbe proprio di un demone, essendo tradizionalmente l’adorazione riservata a Dio ed essendo ciò la volontà degli angeli rimasti a Lui fedeli).

## Altri
Il Grande Architetto dell'Universo compare anche nel libro The Mysterious Universe di James Hopwood Jeans: «Tornando indietro nel linguaggio rozzamente antropomorfo che abbiamo già usato, possiamo dire che abbiamo già considerato non favoremolmente la possibilità che l'universo sia stato progettato da un biologo o da un ingegnere; dall'intrinseca evidenza della sua creazione, il Grande Architetto dell'Universo comincia ora ad apparire come un puro matematico». L’esoterista Jinarajadasa aggiunge la sua osservazione che il Grande Architetto è "anche un Grande Geometra. Perché in un modo o nell'altro, ovvio o nascosto, sembra esserci una base geometrica per ogni oggetto nell'universo".